# Volo/Uomini e no
Volo/Uomini e no è un singolo della cantante italiana Iva Zanicchi pubblicato nel 1987.
Entrambi i brani furono inseriti nell'album Nefertari, pubblicato nel 1988 e prodotto da Osvaldo Miccichè- Arrangiamenti di Roberto Giuliani.

## Tracce
Lato A
- Volo - (E. Miceli-G. Lorefice-E. Miceli)

Lato B
- Uomini e No - (Roberto Ferri-Corrado Castellari)